# Syndicat national des enseignants catholiques
Le Syndicat national des enseignants catholiques (SYNECAT) est un syndicat de professionnels de l'enseignement du circuit d'écoles catholiques en République démocratique du Congo.
Son secrétaire général est Jean-Bosco Puna (septembre 2005).
Ce syndicat est notamment responsable des grèves de l'enseignement de septembre 2005 avec le SYECO contre le ministère de l’Enseignement Primaire, Secondaire et Professionnel, après la fin des contributions des parents aux salaires des enseignants.
Cette grève revendique le paiement des salaires de juillet 2005 et l’application par le gouvernement du troisième palier de l'accord de Mbudi.
Cette grève a fait émule avec la grève de l'administration publique.